# Jakub Polit
Jakub Jarosław Polit (ur. 1 czerwca 1968) – polski historyk, prof., dr hab., pracownik Instytutu Historii UJ, zajmujący się historią powszechną XX wieku, zwłaszcza historią Chin i Japonii, a także historią ptaków wymarłych.

## Życiorys
Absolwent V LO w Krakowie. Laureat XIII Olimpiady Historycznej. Praca doktorska pt. Wielka Brytania wobec Dalekiego Wschodu 1914–1922 obroniona na Uniwersytecie Jagiellońskim w 1998 (promotor Michał Pułaski), uzyskany stopień doktora nauk humanistycznych w zakresie historii, specjalność: historia powszechna. Rozprawa habilitacyjna pt. Lew i smok. Wielka Brytania a kryzys chiński 1925-1928 obroniona w 2007 r. na Uniwersytecie Jagiellońskim, uzyskany stopień doktor habilitowany nauk humanistycznych w zakresie historii. W lipcu 2021 uzyskał tytuł profesorski.
Autor książek na temat historii Chin oraz historii powszechnej XX wieku. Pisze artykuły do dwumiesięcznika „Arcana” oraz do tygodnika „Wprost”.

## Wybrana bibliografia
- Odwrót znad Pacyfiku? Wielka Brytania wobec Dalekiego Wschodu 1914-1922, Wydawnictwo Arcana, 1999.
- Smutny kontynent. Z dziejów Azji Wschodniej w XX wieku, Wydawnictwo Arcana, 2002.
- Smutny kontynent. Z dziejów Azji Wschodniej w XX wieku, 2004.
- Chiny (seria Historia państw świata w XX wieku), Wydawnictwo Trio, 2004.
- Lew i smok. Wielka Brytania a kryzys chiński 1925–1928, Towarzystwo Wydawnicze Historia Iagellonica, 2006.
- Pod wiatr. Czang Kaj-szek 1887-1975, Wydawnictwo Arcana, 2008.
- Chiny 1946-1949 (seria Historyczne Bitwy), Bellona, 2010.
- Gorzki triumf. Wojna chińsko-japońska 1937-1945, Wydawnictwo Avallon, 2013.
- Nie ma już Moa. Ptaki, pamięć historyczna i największa tajemnica Nowej Zelandii, Towarzystwo Wydawnicze Historia Iagellonica, 2021